# 吴桥县
吴桥县是河北省沧州市下辖的一个县，位于沧州东南，东部和南部与山东省德州接壤，西部以大运河和景县分界，位于京沪铁路上。縣人民政府駐桑园镇府前路。

## 人口
根据第七次人口普查数据，截至2020年11月1日零时，吴桥县常住人口为217986人。

## 地理
吴桥地处华北平原，海拔为14-22米，南部较高，北部多洼地，因为临近渤海，盐碱化严重。气候温和，全年平均温度为12.6℃，1月份平均温度为-4℃，7月份为26.9℃。

## 产业
由于土地贫瘠，自古以来当地农民很难仅仅依靠土地为生，在农闲或受灾时多出外卖艺，因此形成风气男女老少在劳动之余多练习杂技，成为真正的“杂技之乡”，目前中国各地的杂技团几乎都有吴桥籍演员。所谓“上至九十九，下自刚会走，吴桥耍杂技，人人有一手”。
1987年开始创办“中国国际吴桥杂技艺术节”，每两年举办一次，有几十个国家的杂技、马戏团体参加。
1993年在吴桥成立了吴桥杂技大世界游乐园。现在吴桥全县大约有10%的人口从事杂技以及与杂技相关的旅游娱乐事业。

## 行政区划
吴桥县下辖5个镇、5个乡：
桑园镇、铁城镇、于集镇、梁集镇、安陵镇、曹家洼乡、宋门乡、杨家寺乡、沟店铺乡、何庄乡和吴桥经济技术开发区。

## 交通
- 公路： 104国道、 105国道、 339国道过境。
- 铁路：京沪铁路吴桥站